# Paul Geisler
Pour les articles homonymes, voir Geisler.
Paul Friedrich Wilhelm Geisler, né le 10 août 1856 à Słupsk en Poméranie ultérieure et mort le 3 avril 1919 à Poznań, est un chef d'orchestre et compositeur allemand.
Paul Geisler reçoit sa formation de base auprès de son grand-père Wolfgang Viereck, directeur musical à Malbork. Il poursuit sa formation auprès de Konstantin Decker. De 1881 à 1882, il est pianiste-répétiteur au Théâtre municipal de Leipzig et de 1882 à 1883, il est chef d'orchestre lors de la tournée Wagner d'Angelo Neumann. De 1883 à 1885, il dirige aux côtés d'Anton Seidl à Brême. Après des séjours à Leipzig et Berlin, il s'installe à Poznań, où il fonde un conservatoire et dirige les concerts symphoniques de l'Association de l'Orchestre de Poznań. En 1902, il est nommé directeur musical royal.
Il a composé des opéras, des symphonies, des œuvres chorales, des chants et de la musique pour piano.

## Œuvres (extraits)
- Ingeborg (opéra), 1884, d'après le drame Frithjof de Peter Lohmann (1863)
- Der Rattenfänger von Hameln (poème symphonique, 1880)
- Till Eulenspiegel (poème symphonique)
- Mira (poème symphonique)
- Maria Magdalena (poème symphonique)